# Minimalismo

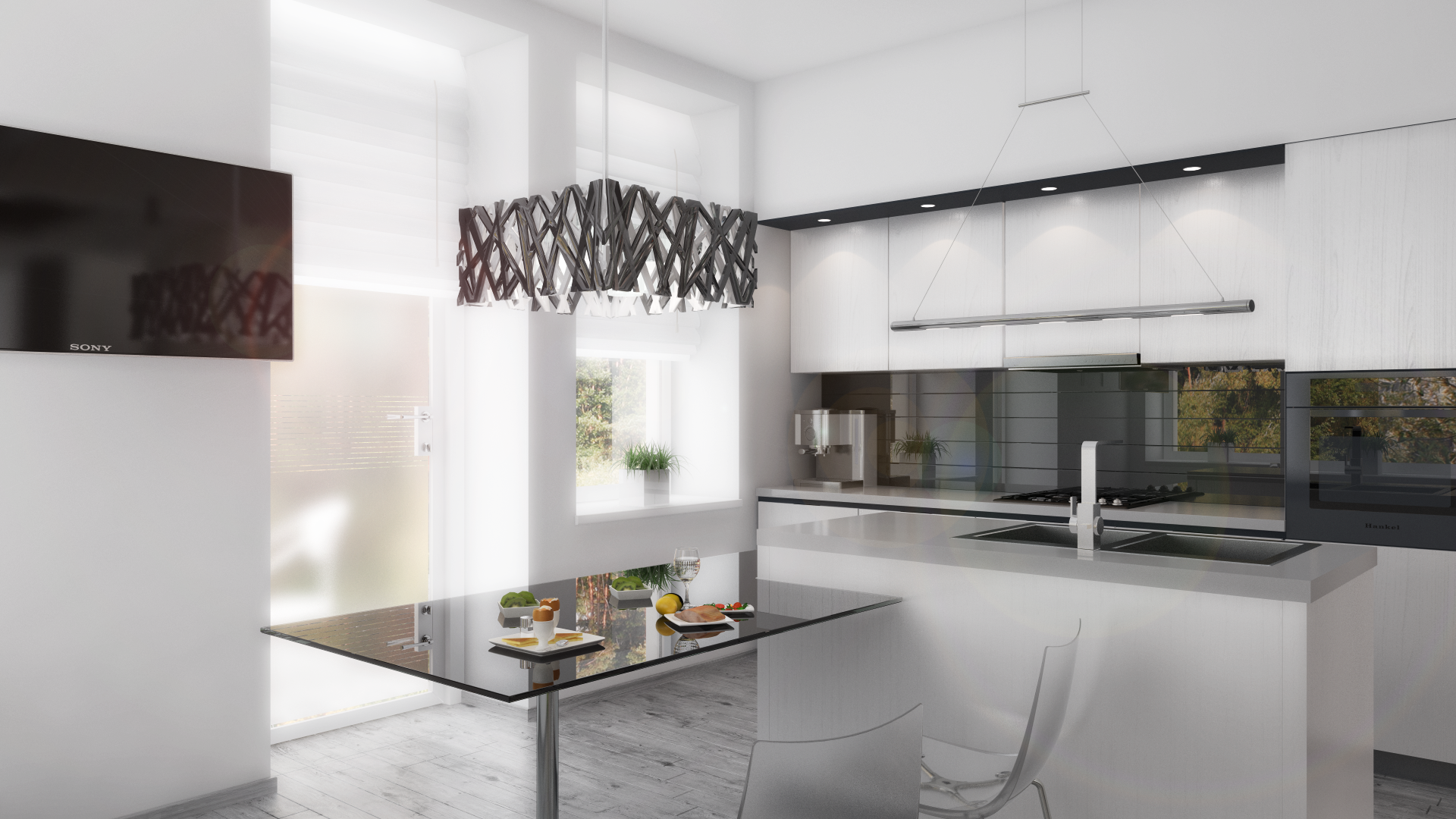
Esempio di cucina minimal. L'obiettivo artistico del minimalismo consiste nel valorizzare solo gli oggetti più importanti.

Il minimalismo è la principale tendenza che negli anni sessanta fu protagonista del radicale cambiamento del clima artistico, caratterizzata da un processo di riduzione della realtà, dall'antiespressività, dall'impersonalità, dalla freddezza emozionale, dall'enfasi sull'oggettualità e fisicità dell'opera, dalla riduzione alle strutture elementari geometriche.
Il termine fu coniato nel 1965 dal filosofo dell'arte inglese Richard Wollheim nell'articolo intitolato, appunto, Minimal Art, all'interno della rivista Arts Magazine. Egli parla di "riduzione minimale", ma nel senso del contenuto artistico, relativamente a lavori dove entrano in gioco oggetti al limite indistinguibili dalla realtà quotidiana, oppure forme ed immagini con valenze anonime e impersonali, citando da un lato i ready-made di Duchamp, che sono un punto di riferimento fondamentale per quello che riguarda la componente concettuale di ogni operazione riduzionista, e dall'altro Reinhardt, dal quale trae l'aspetto relativo alla riduzione purista della pittura e la sua concezione dell'"arte per l'arte", tesa all'eliminazione di tutto ciò che viene percepito come non essenziale.

## Il minimalismo nelle arti plastiche

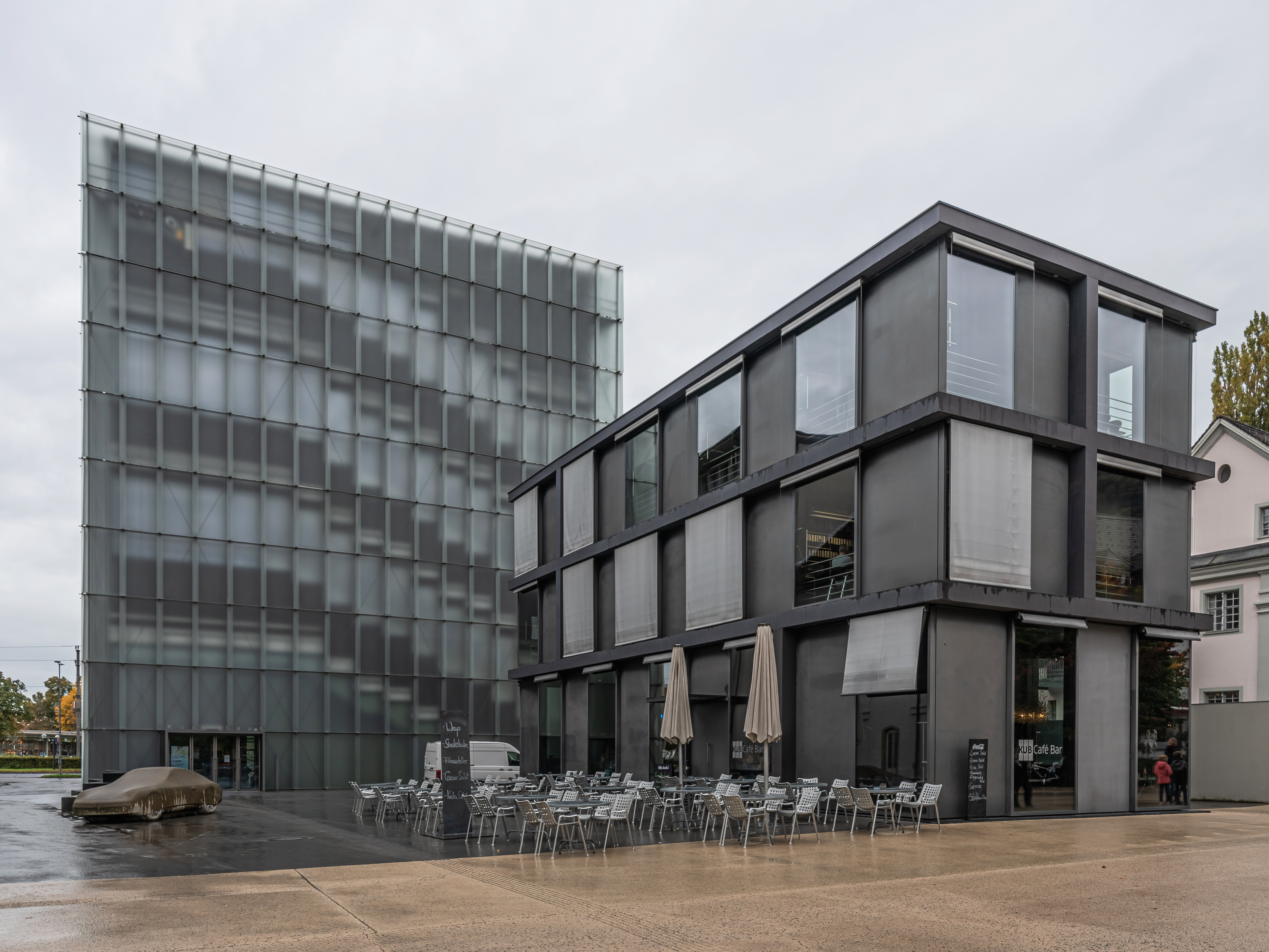
Museo dell'arte di Bregenz di Peter Zumthor, esempio di architettura minimalista

Altri termini utilizzati per definire questo processo sono ABC ART, Object Sculpture, Specific Object, Unitary Object, Cool Art, Primary Structures, Literarist Art. Dal punto di vista critico il termine minimalismo andrebbe applicato in senso stretto solo alle esperienze artistiche americane di questo tipo, ma viene normalmente utilizzato in senso più allargato, anche per definire l'insieme delle ricerche europee riduzionistiche e analitiche, in certi casi in anticipo rispetto a quelle oltreoceano.
Sono considerati come i protagonisti della Minimal Art americana Carl Andre, Dan Flavin, Donald Judd, Sol LeWitt, Robert Morris, con sculture articolate per lo più in installazioni ambientali; dall'altro lato Frank Stella, Robert Ryman, Agnes Martin e, come precursori riconosciuti nel campo della pittura, Barnett Newman (quadri caratterizzati da grandi campiture di colore che si espandono in modo uniforme sulla superficie della tela, scandite soltanto da qualche banda verticale di altro colore), Robert Rauschenberg (White Paintings: tele assolutamente bianche allo stesso tempo concettuali e minimalistiche) e Ad Reinhardt.
La situazione europea è più complessa e frazionata; si possono ricordare il francese Yves Klein, il polacco Roman Opałka, i tedeschi Blinky Palermo e Ulrich Rückriem e gli italiani Piero Manzoni, Francesco Lo Savio, Sergio Lombardo, Giulio Paolini, Giorgio Griffa ed Enrico Castellani.
I lavori sono costituiti da grandi volumi geometrici, da unità elementari primarie, monolitiche, con forme cubiche, rettangolari e simili, da elementi organizzati in strutture aperte e sequenze seriali; i materiali utilizzati sono di tipo industriale ed edilizio (pannelli di legno, lastre di metallo, formica, plexiglas, vetro, mattoni, travi, tubi fluorescenti al neon) strettamente connessi alla forma e ai colori che coincidono con quelli del materiale stesso oppure si riducono al bianco e al grigio; l'installazione degli elementi sul pavimento o sulle pareti è in diretto rapporto con lo spazio espositivo in modo da coinvolgerlo come componente stessa del lavoro artistico: all'assenza, o riduzione minimale delle relazioni interne, si contrappone l'esperienza delle relazioni esterne fra spazio e oggetti. Spesso le opere sono realizzate attraverso procedimenti industriali, a scapito dell'artigianalità. L'esecuzione è sottratta alla mano dell'artista e affidata alla precisione dello strumento meccanico.
Carl Andre nelle sue opere utilizza materiali prefabbricati (mattoni, travi da costruzione, lastre metalliche) e mette in atto procedimenti di costruzione e combinazione primari e seriali ripetibili da chiunque in modo da annullare ogni differenza tra operatività artistica e intervento comune. L'intenzione è quella di creare le condizioni per una rinnovata esperienza degli elementi costruttivi primari, sia per quanto riguarda la loro presenza fisica, sia per la loro collocazione nello spazio; ed è anche quella di definire il senso della scultura a partire da riflessioni su aspetti fondamentali quali la verticalità e l'orizzontalità, il peso e la gravità, il rapporto tra forma e materia, lo spazio dell'opera come installazione site specific. I primi lavori sono Exercise, piccole sculture in legno con variazioni sulle differenti tecniche di taglio; si rende poi conto che le travi di legno sono meglio in sé, senza interventi. Realizza così la Element Series, costruzioni dove grosse travi di legno, da una a quattro, vengono usate per combinazioni semplici che occupano lo spazio, che per lui consistono in dei veri e propri tagli nello spazio. Nel 1966-67 installa Equivalents, otto strutture rettangolari, ciascuna con 120 mattoni in differenti combinazioni e Cuts, dove tutto il pavimento è ricoperto, salvo otto rettangoli vuoti, intesi come sculture negative. Dal 1968 inizia a realizzare le sue sculture-pavimenti usando lastre quadrate standard di vari materiali; la scultura si presenta come "pura pavimentalità", come puro luogo-spazio; il fatto che il visitatore possa camminare sopra queste opere esalta una fruizione dell'arte in termini di diretta esperienza sensoriale.
Dan Flavin, dopo aver realizzato quadri con lampadine elettriche sui bordi, a partire dal 1963, anno in cui colloca sul muro solo un tubo al neon in posizione diagonale (opera dedicata a Brancusi) esegue lavori luminosi fluorescenti che hanno tutti come elemento base tubi al neon a luce bianca o colorata di produzione industriale. Le sue opere sono costituite da combinazioni semplici e seriali di tubi al neon che danno vita a installazioni di spazio-luce di fredda ma intensa suggestività.

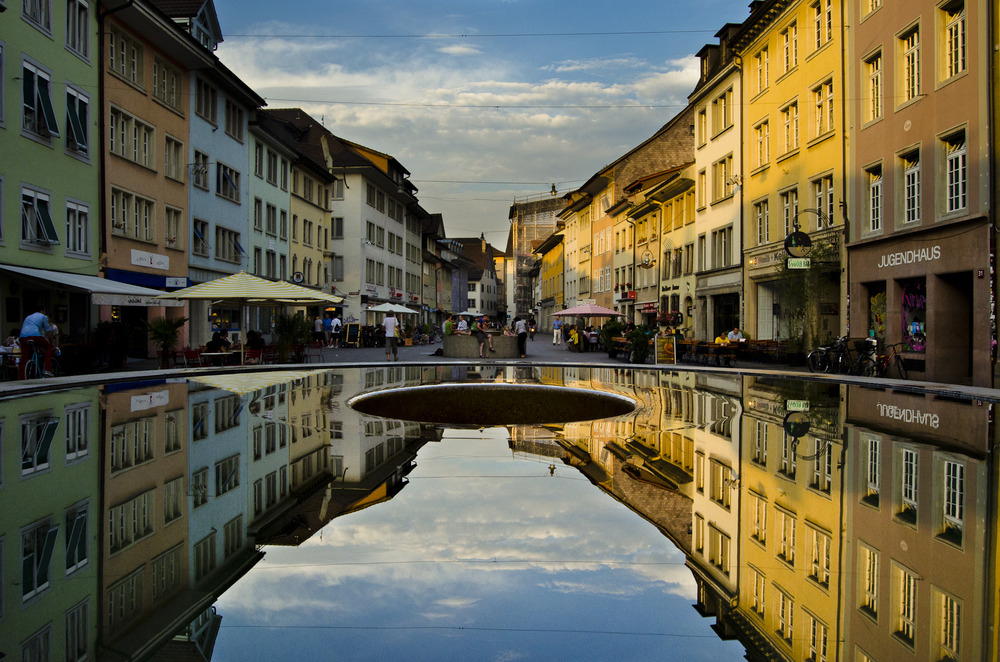
Lo Judd-Brunnen di Judd a Winterthur, Svizzera

Donald Judd è forse il più freddo e rigoroso degli artisti minimali. Le sue opere sono strutture tridimensionali elementari geometriche, principalmente rettangolari, per lo più organizzate nello spazio come moduli seriali, in sequenze semplici o in progressione geometrica, con una ritmata scansione tra pieni e i vuoti con una particolare accentuazione percettiva di questi ultimi, realizzate con materiali di tipo industriale; colori, superfici e volumi sono strettamente connessi all'identità del lavoro in modo da rafforzare l'attenzione sull'oggettualità delle strutture, autonome e allo stesso tempo coerenti alla logica unitaria dell'insieme. Fondamentale è il rapporto a lungo studiato con lo spazio esterno. Giustificata è sia la scelta del tridimensionale, dato che Judd ritiene che non sia possibile annullare del tutto l'illusionismo spaziale, sia la decisione di far realizzare i lavori con procedimenti e tecniche industriali, per raggiungere la massima impersonalità e precisione nell'esecuzione. A partire dal 1964 produce grandi scatole di ferro e altri metalli, come pezzi unici o sequenze installate orizzontali sul pavimento o verticali sul muro.
Sol Lewitt è protagonista della Minimal Art ma anche della Conceptual Art. Egli progetta infatti schemi di carattere sistematico seriale, la cui realizzazione è importante, ma relativamente secondaria rispetto alla concezione, tanto da potere essere affidata ad assistenti esecutori. Nei primi anni sessanta del Novecento Lewitt realizza dei dipinti tridimensionali, dei rilievi e delle costruzioni con volumi regolari, tra cui le strutture a forma di ziggurat. Dal 1965 decide di ridurre il suo linguaggio formale solo al quadrato e al cubo e al colore bianco, le sue costruzioni in legno o metallo. Il sistema generativo di queste strutture modulari cubiche aperte è semplice: lo scopo è di incentrare l'attenzione su di esse in quanto arte e non dimostrazioni matematiche. Nel 1968 pubblica la Drawing Series I, II, III, IV. Questo tipo di serie viene poi realizzato direttamente sulle pareti degli spazi espositivi dando vita ai Wall Drawings.

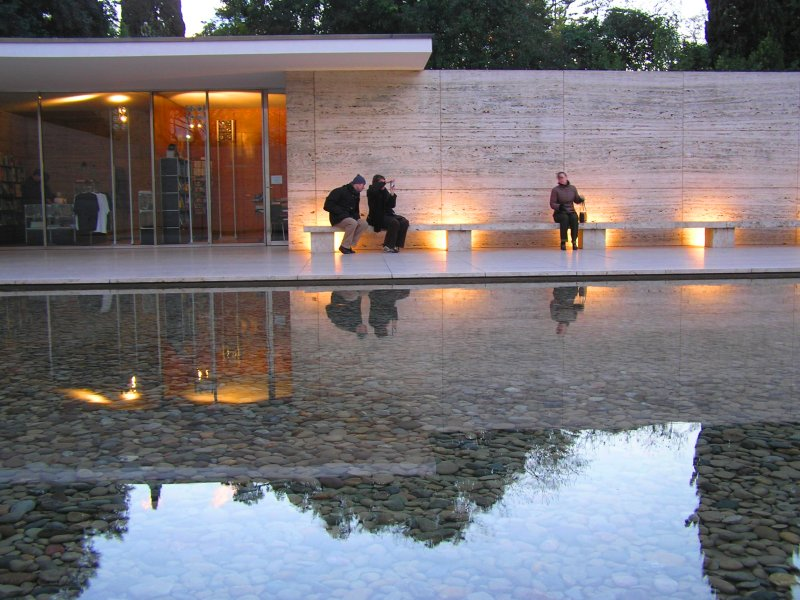
Il padiglione di Barcellona, Ludwig Mies van der Rohe

Robert Morris è protagonista della Minimal Art, ma anche, dal 1967, del suo superamento in chiave Antiform. Lavora inizialmente sul rapporto esistente tra oggetto, spazio e spettatore realizzando nel 1961 Passegeway, un lungo tunnel curvo e stretto e Column, un lungo parallelepipedo in compensato tinto di grigio. Nello stesso anno, influenzato dalla componente concettuale duchampiana, realizza Box with the sound of its own making, una scatola cubica di legno, con all'interno un registratore che trasmette i rumori registrati durante la fabbricazione della scatola stessa. Egli produce però, per la maggior parte, elementi volumetrici che sembrano grossi oggetti di fabbricazione industriale, dove l'apparente regolarità geometrica è messa in crisi da piccoli interventi irregolari, come un angolo arrotondato, un'inclinazione non ortogonale di un lato, ecc. Nel 1964 all'interno della Green Gallery mostra una serie di poliedri in compensato grigio le cui forme hanno una specifica relazione con le pareti, il soffitto, gli angoli e il pavimento, creando un'opera ambientale. Nel 1966, dello stesso materiale, sono le L-Beams, strutture a forma di L che, pur essendo uguali tra loro, si presentano come sculture diverse solo per il fatto di essere collocate in posizioni differenti.
Il contesto culturale in cui si poté sviluppare il minimalismo ha i suoi prodromi dell'emancipazione dall'arte europea nell'astrattismo americano del dopoguerra. Artisti come Jackson Pollock, Barnett Newman, Mark Rothko realizzarono in quel periodo opere astratte che segnarono un netto cambiamento nella produzione artistica statunitense e nel modo di concepire e percepire la pittura. Anche la critica dovette in quegli anni formarsi e sviluppare delle nuove categorie interpretative per l'analisi delle opere.

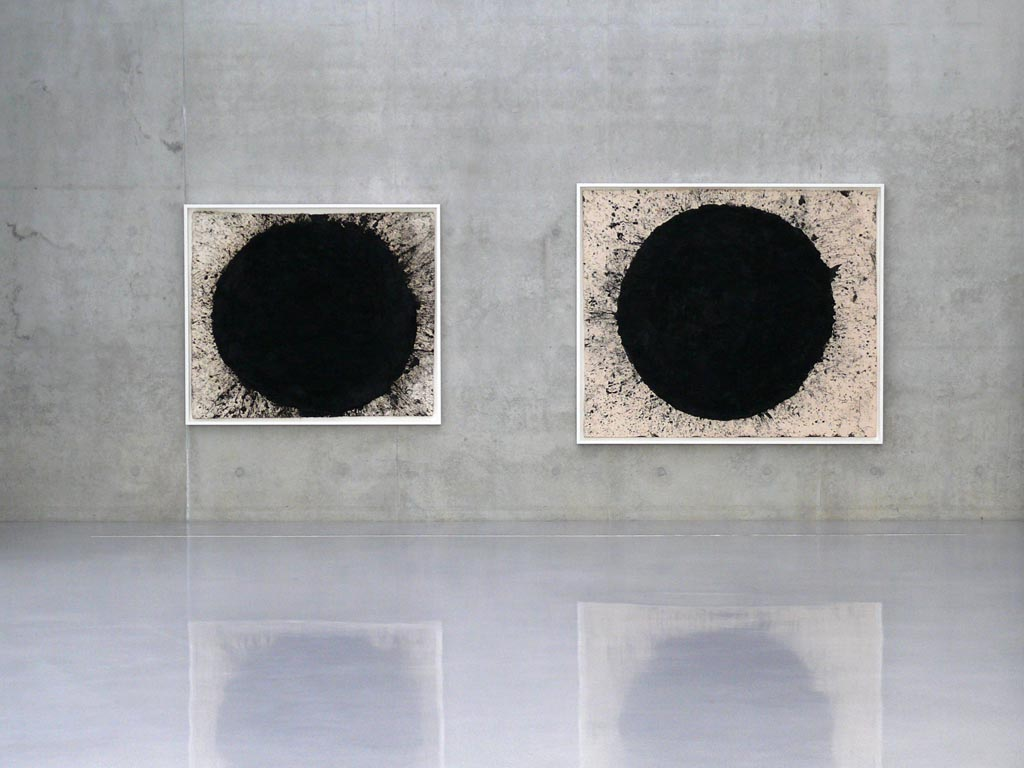
Disegni di Richard Serra

L'artista Frank Stella ebbe una rilevante importanza per lo sviluppo del minimalismo. Egli dipinse alla fine degli anni cinquanta i Black Paintings, dei quadri privi di cornice consistenti in strisce nere parallele divise da sottili linee bianche. La sua intenzione è quella di elaborare una nuova pittura, impersonale, di carattere oggettuale, di impatto diretto, il cui processo di realizzazione risulti evidente a prima vista, in assoluta opposizione a quella espressionista astratta. Egli arriva ad annullare ogni relazione interna ed esterna adottando schemi concentrici, simmetrici e ripetitivi nella stesura delle strisce nere sulla tela, dipinte con un grosso pennello da decoratore; la configurazione ripetitiva rettilinea o diagonale segue la forma della tela e la larghezza della striscia coincide con lo spessore del telaio; vi è una sostanziale identità tra rappresentazione e supporto. A partire dal 1960-61 incomincia a realizzare tele sagomate in cui la forma del supporto assume configurazioni geometriche variate. Successivamente entrano in gioco elementi curvilinei, colori vari e anche effetti ottici.
Anche le opere di Jasper Johns sono da considerare come influenti per la formazione culturale del minimalismo. Egli introdusse nei suoi dipinti degli oggetti per affermare la negazione della soggettività dell'artista e della sua vanità. Vi fu nelle intenzione dell'artista una tensione ad un'arte impersonale espressa al limite tra pittura e scultura, tra pittura e oggetto.

## Minimalismo in architettura

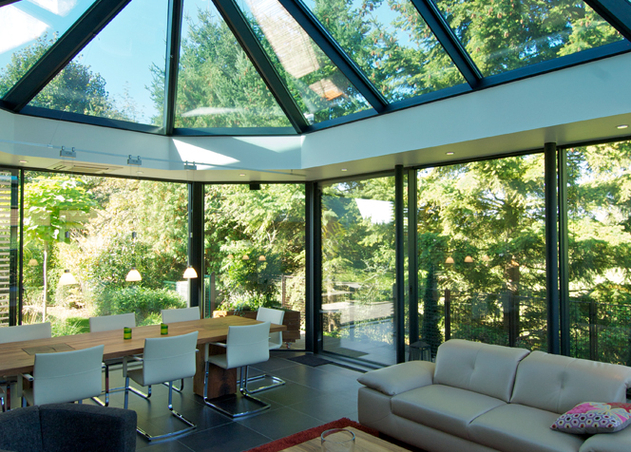
Esempio di architettura minimalista in interni

Lo stile di architettura minimalista si concentra sulla multifunzionalità e multigestione di uno spazio. Si tratta di rendere una stanza il più adatta possibile ad assumere più di una funzione, un modo più essenziale di costruire, dove si cercano equilibrio, spazi tranquilli, poche aperture essenziali, anche allo scopo di ottenere luoghi adatti alla meditazione e al riposo; come fornendo ad una sala soggiorno un'apertura opzionale del soffitto per renderlo a proprio piacimento uno spazio semi-esterno, gradevole in una giornata estiva come in una giornata invernale, rinunciando ad esempio alla possibilità di avere una terrazza adiacente alla camera e preservando indubbiamente più spazio. Con multifunzionalità s'intende il ventaglio delle possibilità di funzione che uno spazio può fornire. Con multigestione invece s'intende maggior praticità di utilizzo delle funzioni che può assumere uno spazio, ad esempio, attraverso l'impiego di dispositivi domotici che facilitino ed ottimizzino la possibilità multifunzionale di una stanza.

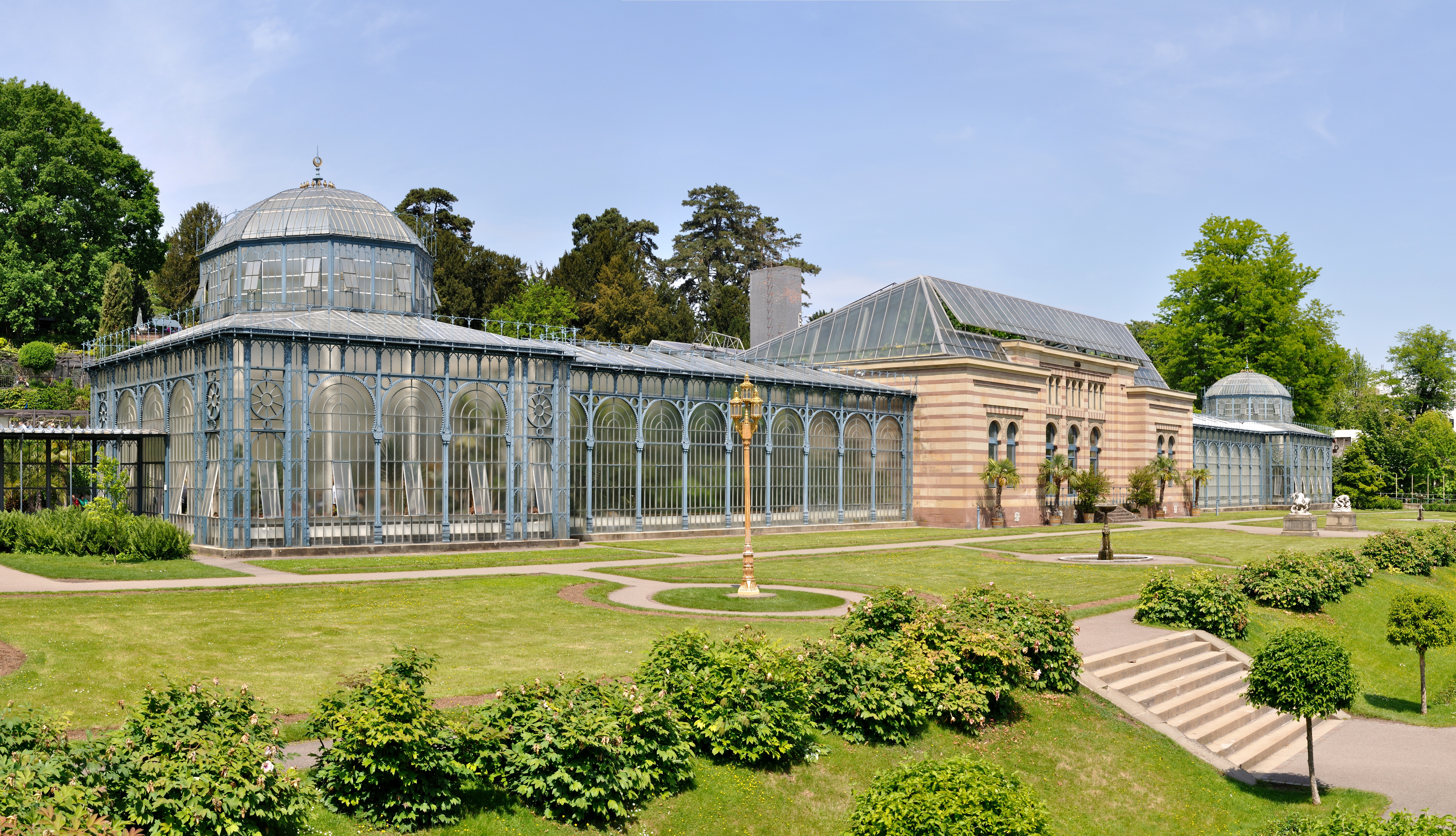
Esempio di giardino minimalista (giardino Wilhelma, Stoccarda)

In tempi moderni si è voluto proporre una nuova concezione di modelli abitativi, che consiste in "casette" mobili sviluppate in un numero inferiore a una decina di metri quadrati. Estremizzando l'idea di risparmio spaziale, e coerentemente di quello materiale ed economico; così anche adattando il minimalismo ad un'ideologia ambientalista.
Con minimalismo complessivo s'intende l'idea di ridurre al massimo il numero di prodotti e materiali impiegati nella costruzione, ovvero nel componimento di un corpo architettonico. Con minimalismo locale s'intende invece l'idea di ridurre al massimo lo spazio urbano o semplicemente fisico che occuperebbe un corpo architettonico. Infine, con minimalismo detrattivo s'intende l'idea di ridurre al massimo le caratteristiche estetiche aggiuntive che possederebbe un corpo architettonico.

## Stile di vita minimalista
Si tratta di una concezione di vita dove si tende a possedere, a volere e fare solo quello che davvero è necessario, pertanto essenziale.
Al contrario di come la società concepisce il concetto di minimalismo, come stile di vita, dall'esterno, non si tratta solo di non possedere niente e quindi vivere in uno spazio vuoto o sterile e possedere un numero predefinito di oggetti. Lo stile di vita, si ispira a ciò da cui l'arte stessa ha preso spunti, ovvero la filosofia zen giapponese e dunque comprende non solo lo spazio fisico, ma anche mentale.
È un modo per evadere agli eccessi del mondo che ci circonda — gli eccessi del consumismo, del materiale che si possiede, del disordine, dell'avere troppe cose futili che portano alla confusione. Quindi è sottinteso che dia un senso di libertà sia a livello fisico (per l'assenza di oggetti fisici, che potrebbero rendere l'ambiente in cui ci si trova opprimente) che mentale (praticando, ad esempio, la meditazione).
Il minimalismo è un modo di vivere che si concentra sull'essenziale. Si tratta di sbarazzarsi di tutto ciò che non è necessario o che non ci serve, in modo da poter vivere una vita più semplice, più libera e più felice.
Nel primo decennio del XXI secolo, il minimalismo ha iniziato a guadagnare popolarità, in parte grazie alla pubblicazione di libri come "Il magico potere del riordino" di Marie Kondo (2010) e del documentario "Minimalism: A Documentary About the Important Things" (2016). Quest'ultimo in particolare, ha avuto un grande successo negli Stati Uniti, dando il via a un vero e proprio movimento minimalista. I due protagonisti del documentario, Joshua Fields Millburn e Ryan Nicodemus, sono diventati i principali esponenti del movimento minimalista e hanno pubblicato diversi libri e articoli sull'argomento. Millburn e Nicodemus hanno anche fondato il sito web "The Minimalists", che è una delle principali risorse per le persone che vogliono adottare uno stile di vita minimalista. 
Dopo il 2010, anche in Italia il minimalismo ha iniziato a prendere piede, favorendo la creazione di alcuni blog, ormai diventati punti di riferimento di questa filososfia come movimento minimalista e spaziogrigio.
Questo stile di vita permette di concentrare le proprie forze e la propria mente sulle cose più umili ed accessibili all'umano, cose che danno senso e valore alla vita.

## Il minimalismo nella musica

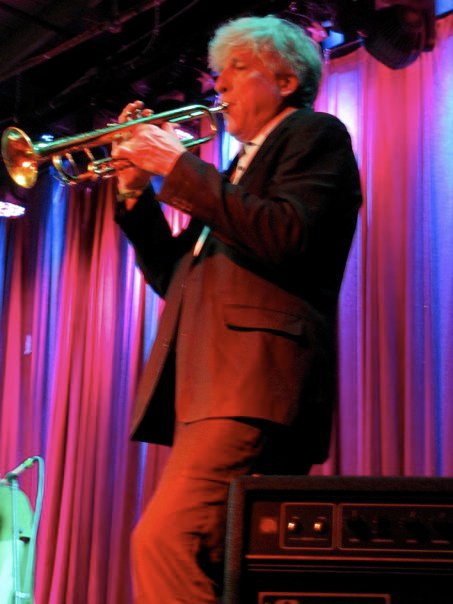
Rhys Chatham

Con il termine minimalismo ci si riferisce a un ramo della musica colta nato negli Stati Uniti durante gli anni Sessanta.
Alternativo al serialismo della musica colta europea di Arnold Schönberg e Anton Webern, il minimalismo nacque dall'esigenza dei compositori minimalisti di rendere più accessibile la musica d'avanguardia astratta dei primi anni sessanta, da loro considerata "impossibile da ascoltare". Generalmente basato sulla ripetizione costante di schemi semplici eseguiti da piccole orchestre, e spesso eterogeneo a causa delle scelte stilistiche dei suoi autori, ebbe fra i suoi inventori La Monte Young, Terry Riley, Steve Reich, Rhys Chatham e Philip Glass.
Il minimalismo si basa sulla riduzione del materiale musicale e su modelli stilistici che variano da compositore a compositore. Timbricamente uniformi, spesso tonali, e prive di una struttura musicale definita dall'armonia, le composizioni minimaliste cambiano progressivamente, ma in modo quasi impercettibile ed apparentemente statico, attraverso ripetizioni e sovrapposizioni ritmiche di cellule melodiche che possono generare, a volte, tessuti sonori particolarmente complessi.
Dalla musica e dalle filosofie orientali, i compositori minimalisti ripresero l'idea di una musica ipnotica e contemplativa che, attraverso le sue proprietà "magiche", assoggetta il compositore in uno stato di estasi che lo porta a concepire riflessioni esistenziali durante la loro esecuzione. Concettualmente ispirata alle arti visive d'avanguardia (danza, pittura e teatro) degli anni sessanta e alla pop art, la musica minimalista include formule musicali appartenenti al jazz e soprattutto alla musica etnica poliritmica, quali quella centrafricana, indonesiana e indiana. Il carattere modale della musica minimalista ha spinto molti a considerarla affine alla musica leggera.

## Il minimalismo in letteratura
In letteratura il termine minimalismo indica una corrente affermatasi negli Stati Uniti intorno alla metà degli anni Ottanta. Oltre a sottolineare l'influenza della prosa di Ernest Hemingway e della poetica di Samuel Beckett, la critica distingue una prima generazione di scrittori minimalisti come Raymond Carver, Grace Paley e Ann Beattie, e una successiva, più numerosa e costituita da autori che hanno raggiunto il successo molto giovani: David Leavitt, Jay McInerney, Bret Easton Ellis, Amy Hempel, Mary Robison, Susan Minot.
Gli elementi che accomunano questi autori sono la scelta di una prosa asciutta e disadorna, la preferenza per la forma letteraria del racconto, una narrazione spesso ellittica che riflette il disagio esistenziale e la difficoltà della comunicazione tipici della società dei consumi. Le storie descrivono la realtà opaca e alienante delle piccole città, il malessere delle grandi metropoli, la quotidianità di famiglie disgregate e personaggi senza radici né futuro, l'amore ridotto a fugaci incontri senza sentimenti, la solitudine, la malattia.
La tendenza minimalista rifiuta le sperimentazioni e la narrazione "on the road" delle generazioni precedenti, come il carattere esplicitamente meta-letterario e intellettualistico del postmodernismo, pur riprendendo da quest'ultimo il distacco ironico con cui raccontare gli eventi. John Barth, uno degli scrittori postmodernisti più celebri, ha cercato di definire il contesto culturale di questa tendenza così sfuggente: rimozione del trauma del Vietnam, reazione alla cultura dell'eccesso e dello spreco, declino dell'alfabetizzazione, abbandono della complessità narrativa tipica degli scrittori moderni e postmoderni. Altri critici hanno sottolineato alcune caratteristiche tipiche della narrativa minimalista: "una superficie pacificata, soggetti di ordinaria normalità, narratori riottosi e narrative deadpan, storie impalpabili e personaggi che non pensano a voce alta". 
L'emergere di questa tendenza coincide con un cambiamento nella struttura dell'industria editoriale. La East Coast (e New York in particolare) si afferma come il centro della produzione culturale, dominata dalle figure dell'editor (che non solo interviene sul testo, ma decide anche la linea editoriale di una casa editrice e commissiona romanzi) e dell'agente letterario. Gli autori sono spesso sostenuti da docenti di scrittura creativa che lavorano nei college più importanti, mentre la rilevanza della critica è concentrata in poche testate (The New York Times, The New Yorker, Harper's Magazine, Esquire) che orientano in gusti dei lettori e l'andamento del mercato. Nel contesto dei prodotti editoriali midcult, il raggiungimento della popolarità e del successo critico passa attraverso questa catena editoriale, che asseconda e influenza i gusti del pubblico mediante contrapposizioni o somiglianze con le generazioni precedenti, dichiarazioni di stile, biografie e immagini degli autori da promuovere.

## Il minimalismo nel marketing
Lo stile minimalista si applica anche al marketing ad esempio nelle riviste, nei biglietti da visita, nei loghi, nel packaging, nel web.
Esso prevede:
- molto spazio bianco
- uso delle griglie di impaginazione
- equilibrio senza simmetria
- pochi colori
- caratteri ad alta leggibilità
- linee leggere e semplici
- Uso del flat design

### Esempi

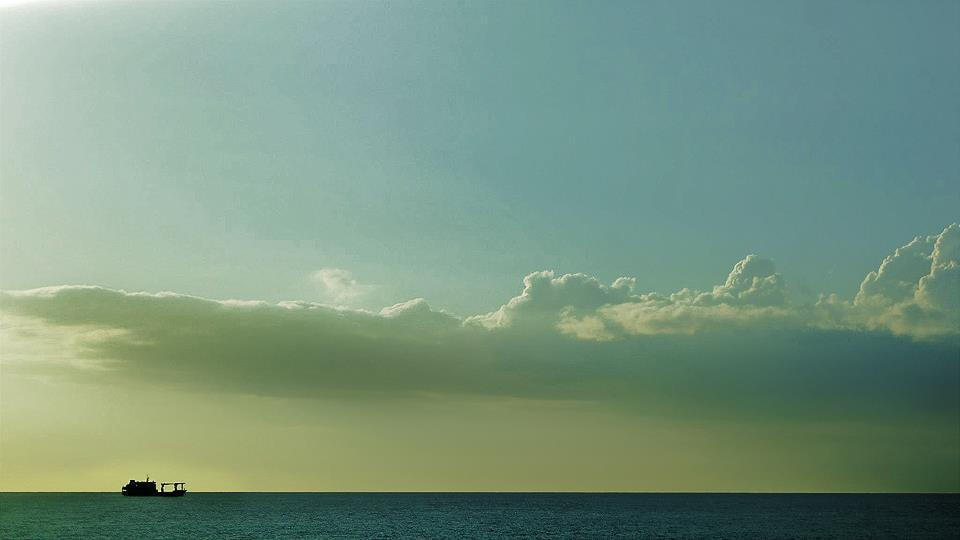
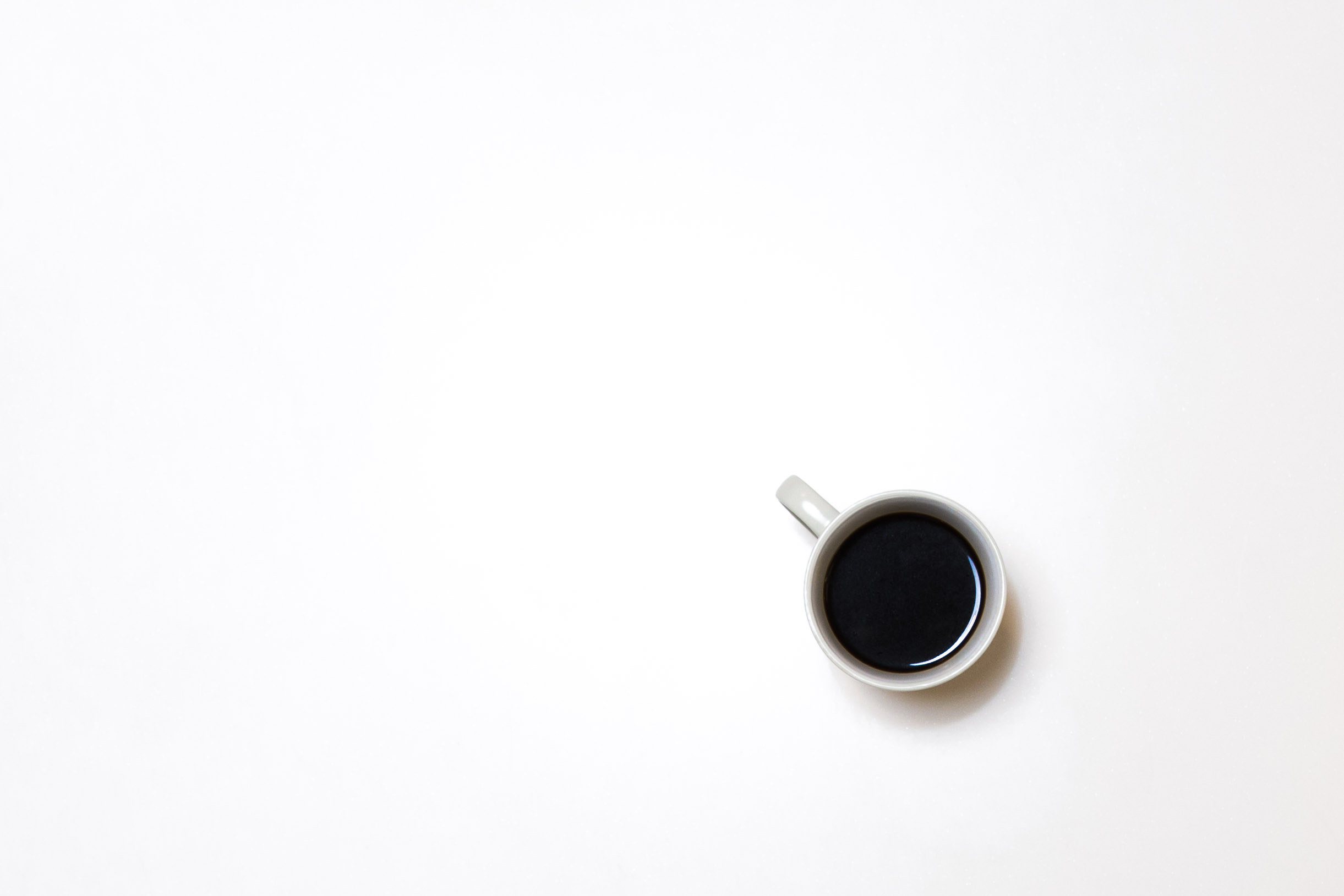
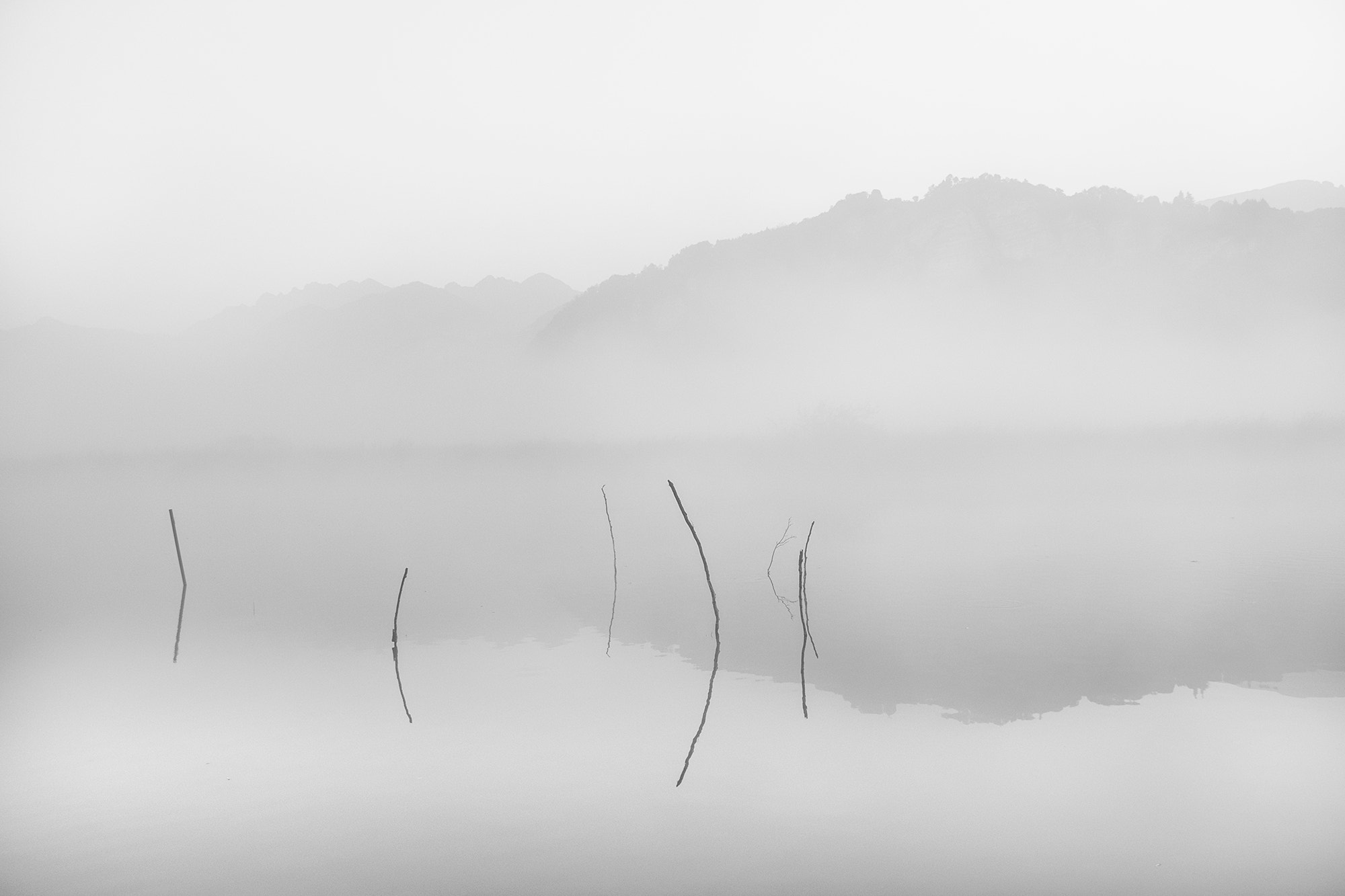

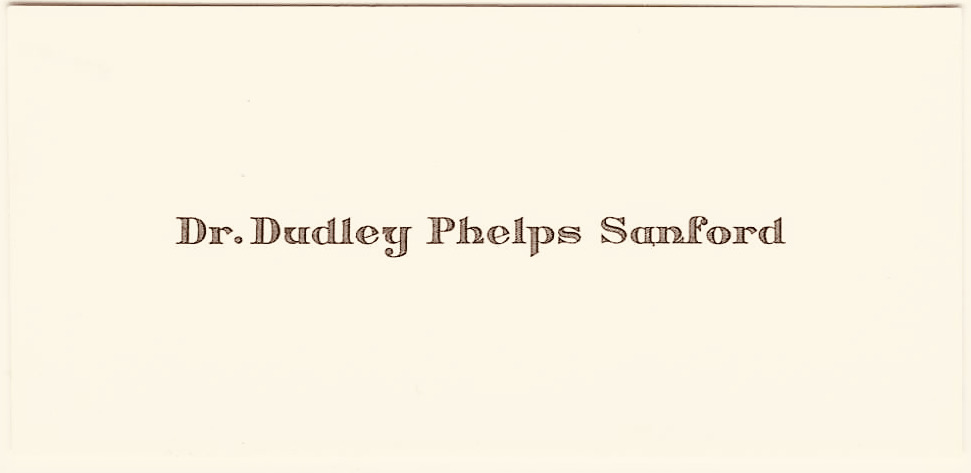
Biglietto da visita minimalista
- Impaginazione minimalista
Logo minimalista (Nike)
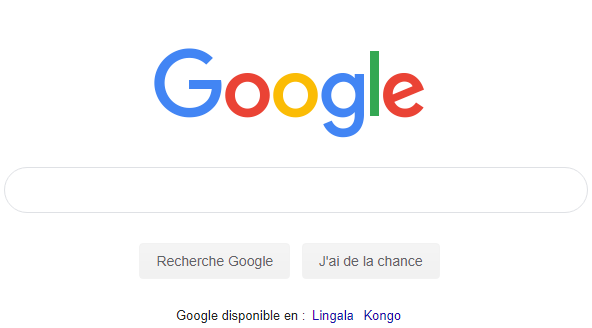
La homepage di Google

## Fotografia minimalista
La fotografia minimalista è una forma di fotografia che si distingue per l'estrema semplicità. Enfatizza la sobrietà e si concentra esclusivamente sul basso numero di elementi nel processo di composizione. I fotografi minimalisti di solito si concentrano esclusivamente su un particolare soggetto, piuttosto che su un'abbondanza di colori, motivi e informazioni.

### Tecnica
Il minimalismo come movimento artistico è nato per la prima volta negli anni '50. È anche conosciuto come Arte Riduttiva, Arte ABC e Arte Minimalista. Questo movimento riduce i suoi oggetti alla minima quantità di colori, forme e trame per ridurre al massimo ciò che non è necessario. Ridurre il colore, le linee e la forma al minimo nella composizione è l'obiettivo principale degli artisti minimalisti. Le caratteristiche più importanti di questo movimento artistico includono: semplicità (dove non sono utilizzati elementi inutili), ripetizioni (in cui gli artisti utilizzano i colori e le linee nelle opere d'arte in modo ripetitivo), forme geometriche (dove rettangoli e cerchi sono spesso utilizzati nella composizione per trasmettere un senso di semplicità e coerenza). Altre caratteristiche importanti includono l'utilizzo di pochissimi materiali, oggetti di scena e altri simboli nella creazione della composizione. Ad esempio le immagini in bianco e nero sono una rappresentazione dello stile minimalista poiché il colore viene tolto per ridurre al minimo le distrazioni.

### Principi
La fotografia minimalista si concentra sulla semplicità e il suo stile artistico può essere riassunto dalla citazione "less is more". I fotografi minimalisti ottengono questo effetto mettendo da parte tutti i componenti non necessari nella creazione delle loro opere. Questo principio è dimostrato in varie fotografie minimaliste, ad esempio, quando si cattura una montagna o un oceano con la fotocamera, l'intero scenario sarà presentato come un unico grande spazio. Il vuoto e la nudità dello spazio mostrato consente al pubblico di immaginare e creare la propria versione di interpretazione e comprensione, invece di includere gli input e le intuizioni del fotografo. Per concentrarsi sullo spazio espansivo, è fondamentale ridurre al minimo elementi contraddittori come persone o edifici che distraggono. Così facendo trasmette un senso di sterilità e desolazione che crea un'atmosfera teatrale e un'esperienza visiva rilassante. Pertanto, una fotografia minimalista viene spesso scattata al mattino presto, all'alba o al buio (di notte).

### Stile
"Come approccio alla fotografia, il minimalismo o la fotografia minimalista potrebbero essere adottati dal fotografo in tutti i generi. Non importa che tu sia un fotografo di ritratti, architettura, paesaggi ecc., le foto minimaliste sono sempre un'opzione purché tu abbia uno sguardo minimale verso l'ambiente circostante" - Milad Safabakhsh, fondatore di Minimalist Photography Awards. 
La fotografia minimalista presta spesso attenzione a un singolo soggetto nella sua composizione, utilizzando la natura come sfondo. Alcuni argomenti rappresentativi includono motivi geometrici, linee e trame, che possono variare tra una mela, una montagna o un ponte, per citare alcuni esempi. Sebbene questo stile fotografico derivi dal movimento artistico dei primi anni '50, il suo impatto si manifesta in varie forme di fotografia digitale.